# トレヴァー・フォード
トレヴァー・フォード（Trevor Ford、1923年10月1日 - 2003年5月29日）は、ウェールズ・スウォンジー出身の元同国代表サッカー選手。ポジションはFW。

## 略歴
1950年から60年代にかけて主にイングランドで活躍し、小柄ながらも強靭なフィジカルを武器に得点を重ねたストライカーである。1947年にスウォンジー・タウンAFCから移籍したアストン・ヴィラFCでは、コンスタントに得点を重ね、1947-48シーズンから3シーズン連続でチーム内得点王に輝いた。
1950年10月、当時のリーグレコードとなる3万ポンドでサンダーランドAFCに引き抜かれると、2トップを組んだレン・シャクルトンとのコンビは「サッカー界の道化師」と呼ばれた。3シーズン在籍した後にウェールズのカーディフ・シティFCへ移籍したが、1960年、サンダーランド移籍時の規則違反が発覚し、サッカー協会より約3年間のイギリス国内における出場停止処分を受けたため、エールディヴィジのPSVアイントホーフェンへと活躍の場を移した。処分明けにウェールズへと帰国し、ニューポート・カウンティAFCとラムフォードFCで短期間プレーして現役を引退した。
ウェールズ代表には1946年から招集されており、通算38試合で23得点を挙げた。現役引退時には同国の歴代最多得点記録であったが、のちにアイヴァー・オールチャーチやイアン・ラッシュ、ガレス・ベイルらに記録を塗り替えられた。1958年には1958 FIFAワールドカップ出場の機会が訪れたが、前述の出場停止処分により出場は叶わなかった。
現役引退後はカーディフやサンダーランドといったイギリス国内で車の整備士や中古車販売を生業にし、2003年5月29日、故郷スウォンジーにて79歳で亡くなった。

## 人物
プロサッカー選手になる前には、王立砲兵連隊の軍人として第二次世界大戦に従軍した経験を持つ。

## タイトル

### クラブ
カーディフ・シティFC
- ウェルシュカップ : 1回 (1955-56)